# Sargocentron

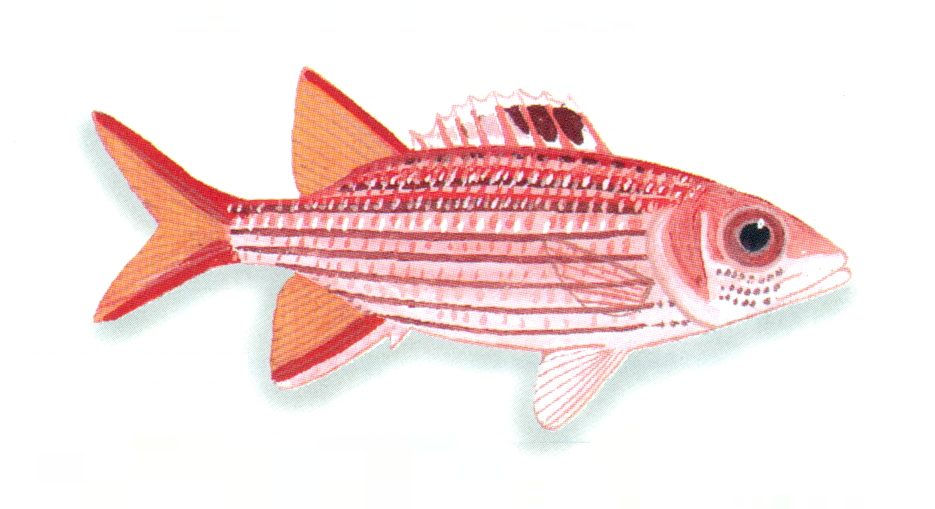
S. dorsomaculatum

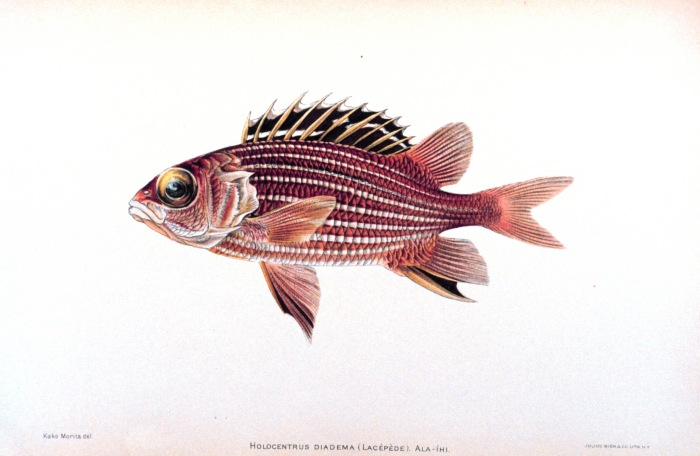
S. diadema

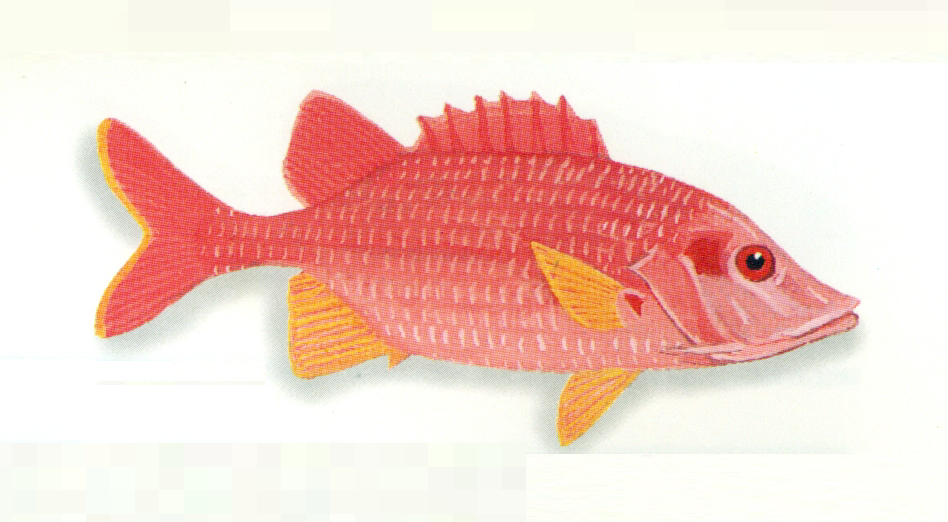
Candil sable (S. spiniferum)

Los candiles o carajuelos del género Sargocentron son peces marinos de la familia holocéntridos, distribuidos por aguas tropicales de todos los océanos del mundo, el mar Caribe y el Golfo de México.
Tienen el cuerpo comprimido lateralmente con fuertes espinas, de color generalmente rojo con manchas normalmente rayas horizontales. Viven a poco profundidad asociados a arrecifes de coral en aguas cálidas.

## Especies
Existen 34 especies válidas en este género:
- Sargocentron bullisi (Woods, 1955) - Carajuelo profundo o Candil blanco
- Sargocentron caudimaculatum (Rüppell, 1838) - Candil platero
- Sargocentron cornutum (Bleeker, 1853)
- Sargocentron coruscum (Poey, 1860) - Carajuelo de arrecife o Candil rayado
- Sargocentron diadema (Lacepède, 1802)
- Sargocentron dorsomaculatum (Shimizu y Yamakawa, 1979)
- Sargocentron ensifer (Jordan y Evermann, 1903)
- Sargocentron furcatum (Günther, 1859)
- Sargocentron hastatum (Cuvier, 1829) - Candil africano o Candil colorado
- Sargocentron hormion (Randall, 1998)
- Sargocentron inaequalis (Randall y Heemstra, 1985)
- Sargocentron iota (Randall, 1998)
- Sargocentron ittodai (Jordan y Fowler, 1902)
- Sargocentron lepros (Allen y Cross, 1983)
- Sargocentron macrosquamis (Golani, 1984)
- Sargocentron marisrubri (Randall, Golani y Diamant, 1989)
- Sargocentron megalops (Randall, 1998)
- Sargocentron melanospilos (Bleeker, 1858)
- Sargocentron microstoma (Günther, 1859)
- Sargocentron poco (Woods, 1965)
- Sargocentron praslin (Lacepède, 1802)
- Sargocentron punctatissimum (Cuvier, 1829)
- Sargocentron rubrum (Forsskål, 1775) - Candil rubio
- Sargocentron seychellense (Smith y Smith, 1963)
- Sargocentron shimizui (Randall, 1998)
- Sargocentron spiniferum (Forsskål, 1775) - Candil sable
- Sargocentron spinosissimum (Temminck y Schlegel, 1843)
- Sargocentron suborbitalis (Gill, 1863) - Candil sol o Sol rojo
- Sargocentron tiere (Cuvier, 1829)
- Sargocentron tiereoides (Bleeker, 1853)
- Sargocentron vexillarium (Poey, 1860) - Carajuelo oscuro o Candil manchado
- Sargocentron violaceum (Bleeker, 1853)
- Sargocentron wilhelmi (de Buen, 1963)
- Sargocentron xantherythrum (Jordan y Evermann, 1903)